# Hyposmocoma homopyrrha
Hyposmocoma homopyrrha là một loài bướm đêm thuộc họ Cosmopterigidae. Nó là loài đặc hữu của Oahu. Loài địa phương ở Nuuanu.
Ấu trùng ăn Metrosideros species. The type specimen was bred from a larva found
in dead wood.